# Кочетова, Анастасия Викторовна
Анастаси́я Ви́кторовна Ко́четова (род. 18 сентября 1983) — российская легкоатлетка, специалистка по бегу на короткие дистанции. Выступала за сборную России по лёгкой атлетике в 2000-х годах, чемпионка Европы среди молодёжи, обладательница серебряной медали Универсиады, многократная победительница и призёрка первенств всероссийского значения. Представляла Тульскую и Свердловскую области. Мастер спорта России международного класса.

## Биография
Анастасия Кочетова родилась 18 сентября 1983 года.
Занималась лёгкой атлетикой в Туле в Специализированной детско-юношеской спортивной школе олимпийского резерва под руководством заслуженных тренеров России Сергея Сергеевича Реутова и Натальи Николаевны Ковтун.
Впервые заявила о себе на всероссийском уровне в сезоне 2004 года, когда на зимнем чемпионате России в Москве с командой Тульской области одержала победу в эстафете 4 × 200 метров.
В 2005 году после победы на Мемориале братьев Знаменских в Казани вошла в состав российской национальной сборной и выступила на молодёжном европейском первенстве в Эрфурте — с молодёжным рекордом Европы и рекордом чемпионата 3.27,27 превзошла здесь всех соперниц в программе эстафеты 4 × 400 метров и завоевала золотую медаль, при этом её партнёршами были Анастасия Овчинникова, Елена Мигунова и Ольга Зайцева.
В 2006 году в беге на 400 метров победила на чемпионате Европы среди полицейских в Праге, была четвёртой на Мемориале братьев Знаменских в Жуковском, шестой на чемпионате России в Туле, пятой на Кубке России в Туле. На чемпионате России также заняла первое место в эстафете 4 × 100 метров.
В 2007 году выиграла эстафету 4 × 200 метров на зимнем чемпионате России в Волгограде. Будучи студенткой, представляла Россию на Универсиаде в Бангкоке — в эстафете 4 × 400 метров вместе с соотечественницами Ольгой Шуликовой, Еленой Войновой и Ксенией Задориной завоевала серебряную медаль, уступив только команде Украины.
На чемпионате России 2008 года в Казани с командой Тульской области победила в эстафете 4 × 100 метров, тогда как с командой Свердловской области взяла бронзу в эстафете 4 × 400 метров.
За выдающиеся спортивные достижения удостоена почётного звания «Мастер спорта России международного класса».